# San Andrés Sinaxtla
San Andrés Sinaxtla è un comune del Messico, situato nello stato di Oaxaca.